# خالد الابراهیم
خالد الابراهیم (انگلیسی: Khalid El Ebrahim؛ زادهٔ ۲۸ اوت ۱۹۹۲) بازیکن فوتبال اهل کویت است.
از باشگاه‌هایی که در آن بازی کرده‌است می‌توان به باشگاه ورزشی القادسیه کویت اشاره کرد.
وی همچنین در تیم ملی فوتبال کویت بازی کرده‌است.